# Hong Kong en los Juegos Olímpicos de Milán-Cortina d'Ampezzo 2026
Hong Kong participará en los Juegos Olímpicos de Milán-Cortina d'Ampezzo 2026. El responsable del equipo olímpico es la Federación Deportiva y Comité Olímpico de Hong Kong, así como las federaciones deportivas nacionales de cada deporte con participación.